# Bloodbrothers
Bloodbrothers (Brasil: Irmãos de Sangue / Portugal: A Estrada do Amanhã) é um filme norte-americano de 1978, do gênero drama, dirigido por Robert Mulligan e estrelado por Paul Sorvino e Tony Lo Bianco.

## Sinopse
Chubby e Tommy De Coco são irmãos de descendência italiana e trabalham como operários na construção civil. Extremamente machistas e rudes, não têm tempo para as dúvidas de cunho moral dos dois filhos mais jovens de Tommy: Stony chegou a trabalhar com o pai, porém almeja lidar com crianças; já o sensível Albert, o caçula, é constantemente atormentado pela mãe Maria. Após Stony conseguir emprego em uma escola do bairro, a família começa a apresentar várias fissuras.

## Principais premiações
| Patrocinador                                  | Prêmio | Categoria                       | Situação |
| --------------------------------------------- | ------ | ------------------------------- | -------- |
| Academia de Artes e Ciências Cinematográficas | Oscar  | Melhor Roteiro Adaptado         | Indicado |
| Sindicato dos Roteiristas Norte-Americanos    | WGA    | Melhor Roteiro Adaptado - Drama | Indicado |

## Elenco
| Ator/Atriz       | Personagem     |
| ---------------- | -------------- |
| Paul Sorvino     | Chubby De Coco |
| Tony Lo Bianco   | Tommy De Coco  |
| Richard Gere     | Stony De Coco  |
| Lelia Goldoni    | Maria          |
| Yvonne Wilder    | Phyllis        |
| Kenneth McMillan | Banion         |
| Floyd Levine     | Doutor Harris  |
| Marilu Henner    | Annette        |
| Michael Hershewe | Albert         |
| Kristine DeBell  | Chéri          |
| Paulene Myers    | Senhorita Pitt |
| Gloria LeRoy     | Sylvia         |
| Bruce French     | Paulie         |
| Peter Iacangelo  | Malfie         |
| Kim Milford      | Butler         |